# Lençóis
Lençóis là một đô thị thuộc bang Bahia, Brasil. Đô thị này có diện tích 1240,362 km², dân số năm 2007 là 9877 người, mật độ 8 người/km².